# Blepharodes cornutus
Blepharodes cornutus es una especie de mantis de la familia Empusidae.

## Distribución geográfica
Se encuentra en Etiopía, Somalia, Kenia y Sudán.